# Gangaghat
Gangaghat of Shuklaganj is een stad en gemeente in het district Unnao van de Indiase staat Uttar Pradesh. De stad ligt aan de Ganges en wordt gezien als een voorstad van Kanpur. Ten noordoosten van Gangaghat / Shuklaganj ligt de districtshoofdstad Unnao.

## Demografie
Volgens de Indiase volkstelling van 2001 wonen er 70.817 mensen in Gangaghat, waarvan 53% mannelijk en 47% vrouwelijk is. De plaats heeft een alfabetiseringsgraad van 66%.